# Албанци в Черна гора
Албанците в Черна гора са най-голямото малцинство в държавата. Общият брой на албанците в Черна гора е 30 439, което представлява около 5% от населението. Албанско малцинство населява югоизточните и източните части на Черна гора – общините Улцин (71% от населението), Плав (19%), Бар (6%), Подгорица – главно Тузи (5%) и Рожае (5%). 
Най-големият албански град в Черна гора е Улцин, където се намира и седалището на Националния съвет на албанците и най-големите самоуправляващи се институции на албанците в страната. Правата на албанското малцинство са гарантирани от конституцията на Черна гора.
Албанското малцинство се озовава на територията на Черна гора по силата на решенията на Берлинския конгрес, т.е. след териториално разширение на княжество Черна гора на изток. Този процес е подкрепян от Австро-Унгария. Териториите населявани от албанци, според тогавашните разбирания, включвало и земите на кучите, считани от местните за албанци. 
След Балканските войни в състава на Черна гора влязла много нова територия населена предимно с албанци, включително град Печ, като седалище на историческата Печка патриаршия. 
Със създаването на Кралство на сърби, хървати и словенци след Първата световна война, албанците в новото кралство са подложени на дискриминация. Статутът им се подобрява малко по времето на Титова Югославия.
По религиозна принадлежност, албанците в Черна гора са приемуществено мюсюлмани (73,13%) и малко католици (26,13%). 